# 戴炳辉
戴炳辉（1907年—1940年5月6日），字绍鸿，乳名阿雁，又名戴品辉、戴廷雁，福建霞浦人，曾任中国共产党闽东特委书记等中共早期职务，意外逝世后被追认为革命烈士。:1047-1048

## 生平

### 早年
戴炳辉出生于一个贫农家庭，自幼好习武，在村内私塾读过书，1930年在地主家当过长工。1933年，由于无法解决温饱问题，戴炳辉回乡务农，在柏洋结识了参加共产党活动一年多的许旺，在许旺的引导下，戴炳辉开始参加中共的地下活动，并于同年加入中国共产党。

### 三年游击
1934年，戴炳辉在戴家山村和上万村建立起苏维埃政权并担任苏区主席，后任区委书记。4月，任中共福霞（福安、霞浦）县委委员，11月升任霞鼎（霞浦、福鼎）县游击队队长。

#### 假投降剿灭山樟民团
1934年12月，戴炳辉赴桃坑、岚中村（今属柘荣县东源乡）执行任务，经过山樟（今属柘荣县宅中乡）联保处在桃坑的交通要道设下的哨卡时，被山樟民团发现身份并捕获，押送至山樟炮楼。民团团长徐奶养欲将其收入麾下，遂许其以高官厚禄，试图招降他，被他拒绝。徐奶养见招降不成，用严刑拷打戴炳辉，逼其就范，戴炳辉决定假装同意投降，还声称要去红军游击队骗两条枪来。徐奶养虽然同意了这一行动，但为防止他耍诈，到戴家山将他的六叔和侄子抓到炮楼扣下作为人质。
戴炳辉到许旺部讲明了他的处境，经过商议，许旺同意假装投降的计划，将两条枪交给戴炳辉。戴炳辉拖枪回到山樟炮楼后，博得了徐奶养的信任，徐奶养将其留在身边，任命他为山樟联保处民团教练。在任教练期间，他摸清了炮楼的兵力部署，并利用卖糖的小孩将情报传递给了许旺，约定了攻楼的时间。
到了攻楼的时候，戴炳辉将民团团丁的枪械都动了手脚，许旺也提前切断了炮楼的电话线。戴炳辉以枪声为号配合红军游击队攻打炮楼，其时阮洋村的大刀会首领阮建波到炮楼做客，红军占领炮楼后将阮建波父子二人与徐奶养击毙。红军在此战中缴获了14支枪，俘虏了20多个民团团丁。其后上万村民团闻讯，到戴家山村将他家洗劫烧毁，并杀死了戴炳辉的六叔和侄子。

#### 参加闽东红军武装
1935年春，从山樟村脱身的戴炳辉参加了由许旺建立的中国工农红军闽东独立师第四团。8月，独立师将团建制改为纵队，戴炳辉被分配在第一纵队，后升为第三纵队、闽东特委教导队政委，在宁德、寿宁、古田、屏南一带活动。其后又被调往中共安德（福安、宁德）县委、宁德县委任职。

### 北上抗日
1937年12月，闽东特委在第二次国共合作的背景下发表《共赴国难宣言》，将红军游击队改编为新四军，闽东独立师改为新四军三支队六团，戴炳辉担任三营教导员。1938年2月，戴炳辉随军北上抗日。他率领的三营在安徽省南陵县西河镇（今属芜湖市湾沚区）湖水缺一带与日军作战，在阵地阻击日军六天六夜，取得三场战役的胜利。翌年2月，日军在繁昌县强家湾试图依靠某强姓地主组建维持会，戴炳辉带人夜袭维持会据点强家大院，俘虏三十多人，同月又率军攻打铜陵县峨桥日军据点，成功占领并消灭日军32人。1939年3月，赴新四军军部学习。

### 领导闽东特委
1939年5月，戴炳辉被调回闽东，在闽东特委开展工作。期间，戴炳辉在周墩（今宁德市周宁县）横坑里村茶厂建立了闽东抗日反顽（即反抗国民党主导的顽军）根据地，搭建了数座秘密楼以培训共产党武装力量。7月，福建省委在崇安县召开党代会，戴炳辉没有出席，但当选为省委委员。9月8日闽东特委书记郭文焕被捕，戴炳辉继任书记，9月10日，省委委员左丰美到周墩向闽东特委传达省委指示，但在开会时被保安团发现，左丰美左腿中弹，经过一番战斗，戴炳辉将左丰美成功转移。
1940年4月22日，戴炳辉开完特委会议，拆装土制手榴弹时，手榴弹突然爆炸，戴炳辉左手手腕被炸伤，次日保安团上山搜捕，戴炳辉又被迫紧急转移。由于辗转山中缺医少药，其伤口只能敷上捣碎的草药应急；其后戴炳辉高烧不退、伤口溃烂，已确定为伤口感染。5月6日，戴炳辉交代完后事后逝世，年仅33岁。

## 身后

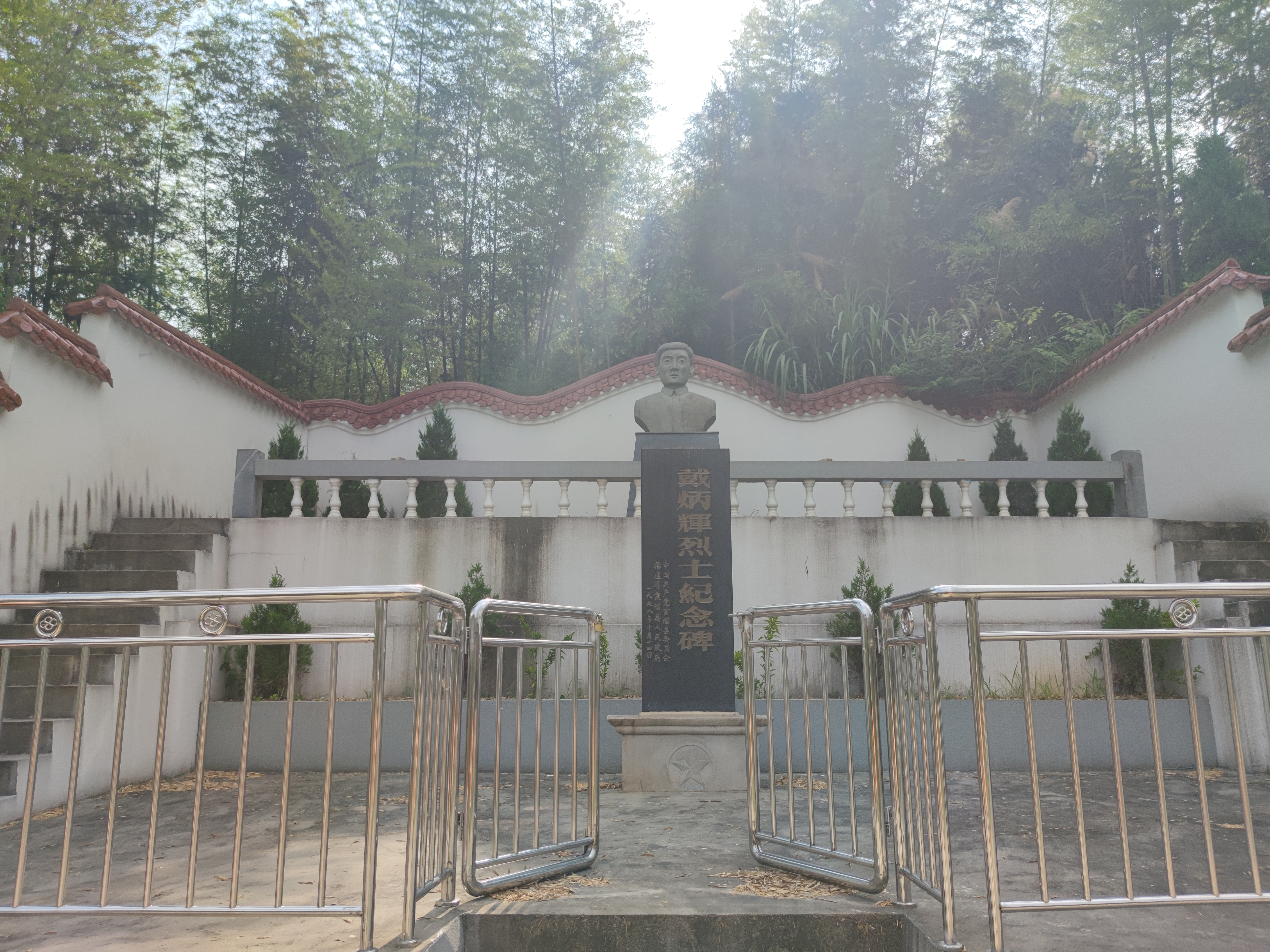
位于霞浦县戴家山村的戴炳辉烈士陵园

戴炳辉逝世后，闽东特委将他葬在周墩梧柏洋村的麒麟岗山上，1984年，霞浦方面想到周宁寻回他的遗骸，但屡次寻找无果，只得在他安葬的地点取回一抔土迁葬于他的故乡戴家山村。霞浦县人民政府在此地建立起“戴炳辉烈士陵园”以兹纪念。

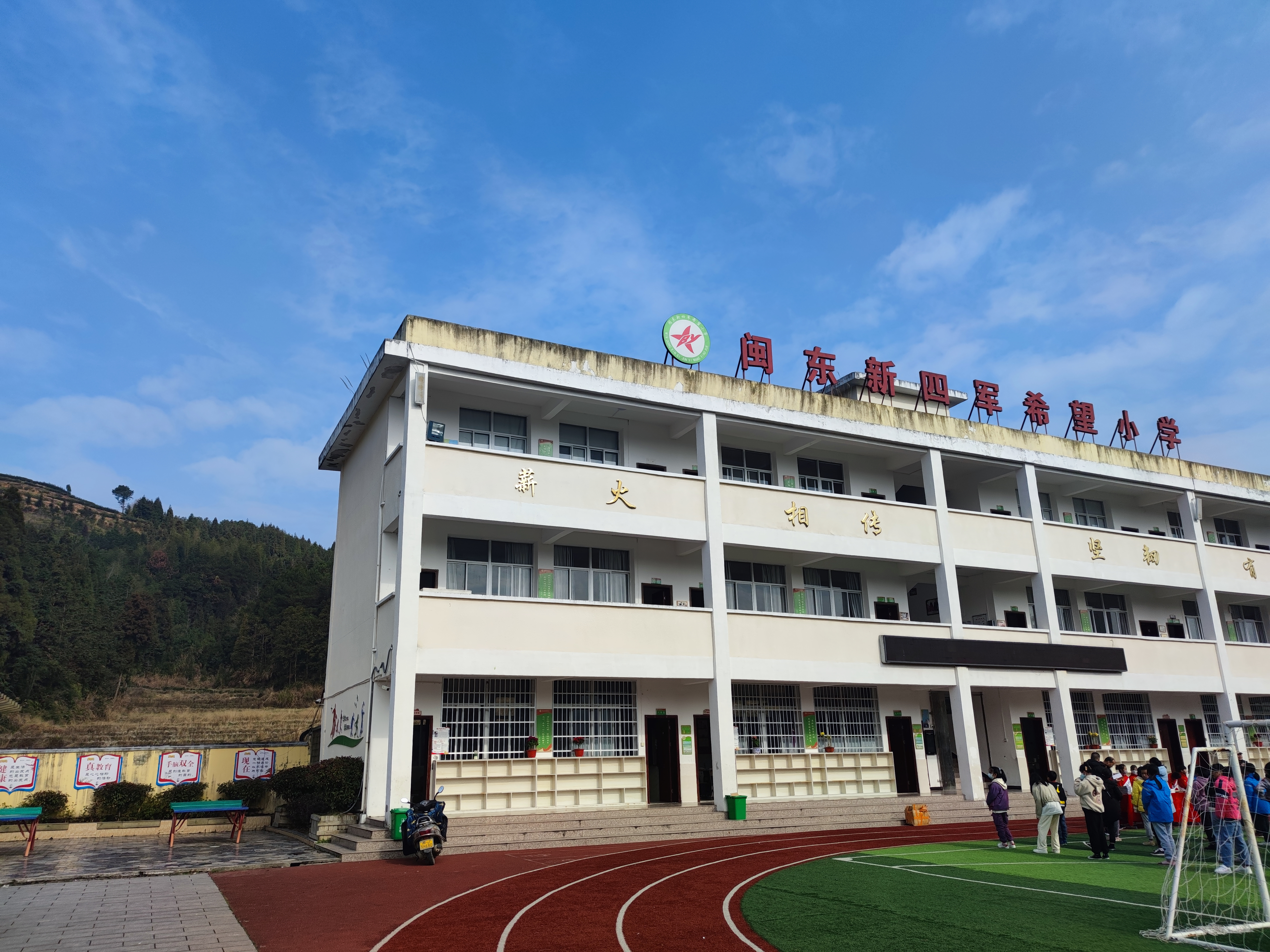
闽东新四军希望小学

柏洋中心小学（又名“闽东新四军希望小学”）的多功能楼被命名为“戴炳辉楼”。

## 家庭
戴炳辉父母均务农，有一弟戴廷鞁，胞妹戴兰珠、戴细妹分别被送到福安松罗乡金山村和霞浦柏洋乡后垅村作童养媳，戴炳辉临终时仍然在念叨他的家人。